# Mariana Wolfner
Mariana Federica Wolfner ist eine US-amerikanische Biologin (Molekularbiologie, Genetik) an der Cornell University.

## Leben und Wirken
Wolfner wurde in Venezuela geboren und wuchs in New York City auf. Sie erwarb 1974 bei Gerald R. Fink an der Cornell University einen Bachelor in Genetik und Chemie und 1981 bei David S. Hogness an der Stanford University mit der Arbeit „Ecdysone-responsive genes of the salivary gland of D. melanogaster“ einen Ph.D. in Biochemie. Als Postdoktorandin arbeitete sie von 1981 bis 1983 bei Bruce Baker an der University of California, San Diego. In frühen Arbeiten befasste sie sich mit wichtigen Proteinen der Antwort auf Steroide und der Geschlechtsdetermination bei Drosophila melanogaster. Seit 1983 ist sie wieder an der Cornell University, zunächst als Assistant Professor, ab 1989 als Associate Professor. 1995 erhielt sie eine ordentliche Professur für Entwicklungsbiologie. Seit 2013 trägt sie den Titel Distinguished Professor of Arts and Sciences in Molecular Biology & Genetics.
Wolfner und Mitarbeiter untersuchen mit molekulargenetischen Methoden, wie die etwa 200 Proteine des Drosophila-Sperma Physiologie, Verhalten und Lebensdauer der begatteten Weibchen beeinflussen. Die Gene, die für diese Proteine codieren, unterliegen einer ungewöhnlich starken Evolution und illustrieren den Sexualkonflikt (englisch sexual conflict; die Tatsache, dass Männchen und Weibchen unterschiedliche Fortpflanzungsstrategien verfolgen können). Außerdem erforschen Wolfner und Mitarbeiter Moleküle, die im befruchteten Ei die Entwicklung zum Embryo aktivieren – bei Drosophila unabhängig von der Befruchtung.
Wolfner hat laut Google Scholar einen h-Index von 87, laut Datenbank Scopus einen von 73 (jeweils Stand Januar 2025). Sie gehört beziehungsweise gehörte zu den Herausgebern zahlreicher Fachzeitschriften, darunter Proceedings of the National Academy of Sciences of the United States of America und PLOS Biology.
Mariana Wolfner ist die Tochter von Gertrud Taussig Wolfner (1915–2014) und Albert Wolfner (1901–1979). Sie ist mit dem Soziologen Jim Rothenberg verheiratet. Das Paar hat zwei Kinder.

## Auszeichnungen (Auswahl)
- 2006 Fellow der American Association for the Advancement of Science
- 2018 Genetics Society of America Medal[4]
- 2019 Mitglied der National Academy of Sciences[5]
- 2024 Mitglied der American Academy of Arts and Sciences